# جان نوتر
جان نوتر (انگلیسی: John Nutter؛ زادهٔ ۱۳ ژوئن ۱۹۸۲) بازیکن فوتبال اهل بریتانیا است.
از باشگاه‌هایی که در آن بازی کرده است می‌توان به باشگاه فوتبال وایکام واندررز، باشگاه فوتبال استیونج، باشگاه فوتبال ابسفلیت یونایتد، باشگاه فوتبال سنت آلبنز سیتی، باشگاه فوتبال لینکولن سیتی، تیم سی فوتبال ملی انگلیس، باشگاه فوتبال ووکینگ، باشگاه فوتبال گیلینگام، باشگاه فوتبال گرایس اتلتیک، و باشگاه فوتبال آلدرشات تاون اشاره کرد.
وی همچنین در تیم ملی فوتبال تیم سی فوتبال ملی انگلیس بازی کرده است.